# ラッキールーラ
ラッキールーラ（欧字名:Lucky Ruler、1974年2月22日 - 1991年5月12日）は、日本の競走馬、日本および韓国の種牡馬。
主な勝ち鞍は、1977年の東京優駿（日本ダービー）、弥生賞。

## 生涯

### デビューまで
トーストは、桜花賞、天皇賞（秋）、有馬記念で2着。金杯（東）・中山記念・アルゼンチンジョッキークラブカップ・毎日王冠を優勝するなど、39戦17勝の成績で繁殖牝馬となり、1966年に初仔を生産した。それから1973年の配合相手は、イギリスからの輸入初年度であるステューペンダスが選ばれた。
ステューペンダスは、ボールドルーラーを父に持つ1963年生まれのアメリカ産馬で、1966年にプリークネスステークスで2着になっている。1968年からイギリスで種牡馬として供用され、1973年に日本に輸入された。
1974年2月22日、北海道伊達市の高橋農場で黒鹿毛の牡馬（後のラッキールーラ）が誕生する。早生まれで大きく育った仔は牧場で評判が高く、病気せず健康であった。早くから尾形藤吉調教師が注目しており、尾形が東京鐵鋼社長の吉原貞敏を紹介し、吉原が800万円購入した
仔に競走馬名を与えるにあたり尾形は、吉原がこれまで冠名として使用していた本業の鉄鋼業に関連する「アイアン」を「アイアンという名はどうも重すぎますよ」として敬遠した。そこで代わりに、吉原の「吉」から「ラッキー」を連想。そして仔の祖父、かつステューペンダスの父であるボールドルーラーから「ルーラー」を抽出して組み合わせ「ラッキールーラー」、さらにラッキーセブンを考慮して下の長音符を省き7文字の「ラッキールーラ」と命名された。1975年11月に東京競馬場の尾形藤吉厩舎に入厩した。デビュー前の調教では、ダートコースで好タイムを記録し「尾形の一番馬」と評判を集めた。

### 競走馬時代

#### 3-4歳（1976-1977年）
1976年6月の札幌競馬場でデビューを予定していたが、身体が大きいことから先送りとなった。8月15日、函館競馬場の新馬戦でデビュー、伊藤正徳が騎乗し3着、続く2戦目の新馬戦も2着に敗れた。10月の中山競馬場の未勝利戦で初勝利、続く白菊賞はカネミノブに敗れて2着となったが、さざんか賞で2勝目、ひいらぎ賞はプレストウコウに敗れて2着となった。
4歳となった1977年、1月の京成杯2着、2月の東京4歳ステークス4着とどちらもヒシスピードに敗れた。3月の弥生賞では初めて拍車を装着して出走、5番人気に支持された。逃げの手に出て、カネミノブやプレストウコウを退けて優勝。弥生賞レコードでの重賞初制覇となった。皐月賞は、4番人気で出走。逃げて先頭で直線に進入したが、ハードバージに内からかわされ、それから2馬身半差をつけられた2着に敗れた。伊藤は「ゴールまであと600メートル地点では勝てると思ったが、外からくる馬にばかり気を遣っていたら（福永）洋一の馬に内を衝かれた。じわじわくる馬には強いが、一気にこられてなす術がありませんでした。（カッコ内補足加筆者）」と回顧している。続く東京優駿に向けて、トライアル競走のNHK杯に1番人気で出走し、先行したもののプレストウコウとそのほか2頭に交わされ4着に敗れた。
5月29日、東京優駿（日本ダービー）に出走。28頭立て7枠24番という外枠からの発走となり、単勝9番人気の支持であった。発走直後に先頭に立ったが、大外枠のワールドサバンナにハナを奪われ2番手で進んだ。最終コーナーにかけてワールドサバンナとの差を縮め、直線では内から位置を上げたカネミノブと並び、先頭争いとなった。やがてカネミノブを下したが、外から1番人気のハードバージが迫り、ラッキールーラに並びかけたところで決勝線を通過した。直後にハードバージの伊藤雄二調教師が勝利を確信していたが、写真判定の結果、ラッキールーラのアタマ差先着が認められた。
尾形は、14年ぶりの東京優駿制覇であり、フレーモア（1934年）トクマサ（1936年）クリフジ（1943年）クリノハナ（1952年）ハクチカラ（1956年）ハクショウ（1961年）メイズイ（1963年）に続いて8勝目。また伊藤は父伊藤正四郎がトクマサ（1936年）で制しており、親子制覇となった。その後は、夏休みを東京競馬場の厩舎で過ごした。
秋は10月、中山競馬場のオープン競走で始動。逃げ切り勝ちし、その3日後に関西に遠征した。菊花賞の前哨戦とした京都新聞杯は、単枠指定制度の対象となり1番人気で出走。逃げに出たが、プレストウコウにかわされ1馬身半差の2着。目標の菊花賞は追い切りの内容がよかったことも手伝って1番人気で出走した。ハイペースの2番手につけたこともあり、直線では全く伸びず15着に敗れた。伊藤は「僕の騎乗ミスだったのかな」と振り返る一方、尾形は「（伊藤）正徳に責任はない。結果論かもしれんが、長距離向きではなかった。2400メートルまでの馬だったんですな」としている。
12月に入って、左前脚に深管骨瘤を発症。長期の戦線離脱となり、福島県いわき市のJRA競走馬総合研究所常盤支所にある「馬の温泉」や北海道早来町の吉田牧場で快復を図った。

#### 5-7歳（1978-1980年）
2年間の休養を経て、1979年、6歳12月の中山競馬場で復帰したが最下位。1980年、7歳でも現役を続行し、1月から5月にかけて4戦4敗。6月の札幌日経賞では、プリテイキャスト等相手に逃げ切り、32か月ぶりの勝利となった。尾形は、天皇賞（秋）から有馬記念に進み、年末に引退すると宣言した。しかし、その後は札幌記念9着、巴賞、函館記念では連続最下位となり、計画を前倒しして競走馬を引退した。11月30日に中山競馬場にて引退式が行われた。

### 引退後
引退後は日本中央競馬会が4500万円で買い上げ、日本軽種馬協会へ寄贈。1981年から胆振種馬場で種牡馬として供用された。馬体重が700kgを越えて、小柄な牝馬の相手が耐えられないこともあった。さらにペニスが大きく、射精に至るまでの時間が長いことから、スムーズな種付けすることができなかった。1986年には種付け5頭まで落ち込んだが、1987年にトチノルーラーがきさらぎ賞を制し、種付け頭数は39頭まで回復、種付け料も15万円から20万円に値上げした。
1990年、プレストウコウ、カツトップエース、ヤマノスキーとともに、所有者の好意で韓国に輸出され、ソウル郊外の韓国馬事会種馬牧場に繋養された。しかし1991年、事故により骨折。ソウルに運び、集中治療が施されたが、取り返しがつかない状況となり、5月12日に安楽死処分となった。残した僅か4頭の産駒の中から1996年-1997年韓国最優秀内国産馬のタンディチェイル（当代第一）を送り出した。

## 競走成績
以下の内容は、netkeiba.comおよびJBISサーチ、『優駿』1988年2月号の情報に基づく。
| 競走日     | 競馬場 | 競走名            | 格  | 距離（馬場）  | 頭 数 | 枠 番 | 馬 番 | オッズ （人気） | 着順     | タイム | 騎手      | 斤量 [kg] | 1着馬（2着馬）     |
| ---------- | ------ | ----------------- | --- | ------------- | ----- | ----- | ----- | --------------- | -------- | ------ | --------- | --------- | ------------------ |
| 1976.08.15 | 函館   | 3歳新馬           |     | 芝1000m（良） | 7     | 5     | 5     | 009.1（2人）    | 03着     | 1:01.1 | 0伊藤正徳 | 52        | シロバトミラ       |
| 0000.08.29 | 函館   | 3歳新馬           |     | 芝1000m（良） | 6     | 3     | 3     | 007.9（3人）    | 02着     | 1:00.1 | 0伊藤正徳 | 52        | ユーグランド       |
| 0000.10.09 | 中山   | 3歳未勝利         |     | 芝1200m（良） | 5     | 3     | 3     | 001.8（1人）    | 01着     | 1:11.1 | 0伊藤正徳 | 52        | (スズランタロー)   |
| 0000.11.06 | 東京   | 白菊賞            | 3下 | 芝1400m（良） | 15    | 14    |       |                 | 02着     | 1.24.3 | 0伊藤正徳 | 53        | カネミノブ         |
| 0000.11.28 | 東京   | さざんか賞        | 3下 | 芝1600m（良） | 11    | 6     | 7     | 004.8（2人）    | 01着     | 1:38.8 | 0伊藤正徳 | 53        | (テンマオー)       |
| 0000.12.19 | 中山   | ひいらぎ賞        | 6下 | 芝1600m（良） | 6     | 1     | 1     | 004.5（2人）    | 02着     | 1:36.8 | 0伊藤正徳 | 53        | プレストウコウ     |
| 1977.01.16 | 東京   | 京成杯            |     | ダ1600m（良） | 9     | 8     | 9     | 013.5（5人）    | 02着     | 1:36.7 | 0伊藤正徳 | 54        | ヒシスピード       |
| 0000.02.13 | 東京   | 東京4歳S          |     | 芝1800m（良） | 9     | 2     | 2     | 006.1（3人）    | 04着     | 1:50.7 | 0伊藤正徳 | 55        | ヒシスピード       |
| 0000.03.06 | 中山   | 弥生賞            |     | 芝1800m（良） | 12    | 1     | 1     | 010.1（5人）    | 01着     | 1:49.8 | 0伊藤正徳 | 55        | (カネミノブ)       |
| 0000.04.17 | 中山   | 皐月賞            |     | 芝2000m（稍） | 20    | 2     | 4     | 010.2（4人）    | 02着     | 2:05.5 | 0伊藤正徳 | 57        | ハードバージ       |
| 0000.05.08 | 東京   | NHK杯             |     | 芝2000m（良） | 17    | 3     | 6     | 004.2（1人）    | 04着     | 2:03.5 | 0伊藤正徳 | 56        | プレストウコウ     |
| 0000.05.29 | 東京   | 東京優駿          |     | 芝2400m（良） | 28    | 7     | 24    |                 | 01着     | 2:28.7 | 0伊藤正徳 | 57        | (ハードバージ)     |
| 0000.10.08 | 中山   | 4歳上オープン     |     | 芝1800m（良） | 6     | 5     | 5     | 002.5（1人）    | 01着     | 1:49.2 | 0伊藤正徳 | 58        | (シタヤロープ)     |
| 0000.10.23 | 京都   | 京都新聞杯        |     | 芝2000m（良） | 13    | 5     | 7     | 003.6（1人）    | 02着     | 2:01.3 | 0伊藤正徳 | 57        | プレストウコウ     |
| 0000.11.13 | 京都   | 菊花賞            |     | 芝3000m（良） | 18    | 3     | 5     | 003.9（1人）    | 15着     | 3:10.4 | 0伊藤正徳 | 57        | プレストウコウ     |
| 1979.12.09 | 中山   | 4歳上オープン     |     | 芝1600m（良） | 7     | 2     | 2     | 018.3（6人）    | 07着     | 1:37.7 | 0古西勝廣 | 54        | マイエルフ         |
| 1980.01.27 | 東京   | 5歳上オープン     |     | ダ1700m（良） | 10    | 4     | 4     | 016.5（6人）    | 02着     | 1:44.4 | 0伊藤正徳 | 56        | メジロマーティン   |
| 0000.02.24 | 中山   | 5歳上オープン     |     | 芝1600m（良） | 14    | 3     | 4     |                 | 出走取消 |        | 0伊藤正徳 | 58        | マイエルフ         |
| 0000.04.06 | 中山   | 5歳上オープン     |     | 芝1800m（良） | 14    | 1     | 1     | 013.5（7人）    | 07着     | 1:53.4 | 0森安重勝 | 56        | マイエルフ         |
| 0000.04.27 | 東京   | 京王杯スプリングH |     | 芝1800m（良） | 10    | 1     | 1     | 011.3（6人）    | 07着     | 1:48.7 | 0伊藤正徳 | 58        | シーバードパーク   |
| 0000.05.17 | 東京   | ニュージーランドT |     | 芝1800m（重） | 13    | 1     | 1     | 009.5（2人）    | 11着     | 1:52.6 | 0伊藤正徳 | 56        | ニチドウアラシ     |
| 0000.06.15 | 札幌   | 札幌日経賞        |     | ダ1800m（良） | 7     | 1     | 1     | 005.9（3人）    | 01着     | 1:52.1 | 0伊藤正徳 | 57        | (プリテイキャスト) |
| 0000.06.29 | 札幌   | 札幌記念          |     | ダ2000m（良） | 14    | 2     | 2     | 005.3（2人）    | 09着     | 2:08.4 | 0伊藤正徳 | 59        | マークリシルバー   |
| 0000.08.03 | 函館   | 巴賞              |     | 芝1800m（良） | 9     | 7     | 7     | 013.5（5人）    | 09着     | 1:48.6 | 0伊藤正徳 | 57        | バンブトンコート   |
| 0000.08.17 | 函館   | 函館記念          |     | 芝2000m（不） | 11    | 2     | 2     | 012.8（5人）    | 11着     | 2:10.5 | 0伊藤正徳 | 58        | サーペンプリンス   |

## 主な産駒
- トチノルーラー - 1987年きさらぎ賞、1986年新潟3歳ステークス・1990年鳥海大賞典（上山）2着[15]
- ダイカツジョンヌ - 1993年・1994年フェブラリーハンデキャップ→フェブラリーステークス3着、1993年帝王賞2着[16]
- ナエボルーラ - 1987年フラワーカップ3着、1986年北海道3歳優駿2着[17]
- ラッキーケイアイ - 1994年スプリンターズ賞（高崎）3着[18]
- ロングランシチー - 1991年新春杯・二十四万石賞（高知）3着[19]

## 血統表
| ラッキールーラの血統ボールドルーラー系 / Pharos 5×5, Royal Minstrel 4×5 | ラッキールーラの血統ボールドルーラー系 / Pharos 5×5, Royal Minstrel 4×5 | ラッキールーラの血統ボールドルーラー系 / Pharos 5×5, Royal Minstrel 4×5 | （血統表の出典）     | （血統表の出典） |
| 父 *ステューペンダス Stupendous 1963 青毛                               | 父の父Bold Ruler 1954 鹿毛                                              | Nasrullah                                                               | Nearco               | Nearco           |
| 父 *ステューペンダス Stupendous 1963 青毛                               | 父の父Bold Ruler 1954 鹿毛                                              | Nasrullah                                                               | Mumtaz Begum         |                  |
| 父 *ステューペンダス Stupendous 1963 青毛                               | 父の父Bold Ruler 1954 鹿毛                                              | Miss Disco                                                              | Discovery            | Discovery        |
| 父 *ステューペンダス Stupendous 1963 青毛                               | 父の父Bold Ruler 1954 鹿毛                                              | Miss Disco                                                              | Outdone              |                  |
| 父 *ステューペンダス Stupendous 1963 青毛                               | 父の母Magneto 1953 黒鹿毛                                               | Ambiorix                                                                | Tourbillon           | Tourbillon       |
| 父 *ステューペンダス Stupendous 1963 青毛                               | 父の母Magneto 1953 黒鹿毛                                               | Ambiorix                                                                | Lavendula            |                  |
| 父 *ステューペンダス Stupendous 1963 青毛                               | 父の母Magneto 1953 黒鹿毛                                               | Dynamo                                                                  | Menow                | Menow            |
| 父 *ステューペンダス Stupendous 1963 青毛                               | 父の母Magneto 1953 黒鹿毛                                               | Dynamo                                                                  | Bransome             |                  |
| 母 トースト 1959 鹿毛                                                   | 母の父ハクリヨウ 1950 鹿毛                                              | *プリメロ Primero                                                       | Blandford            | Blandford        |
| 母 トースト 1959 鹿毛                                                   | 母の父ハクリヨウ 1950 鹿毛                                              | *プリメロ Primero                                                       | Athasi               |                  |
| 母 トースト 1959 鹿毛                                                   | 母の父ハクリヨウ 1950 鹿毛                                              | 第四バツカナムビユーチー                                                | *ダイオライト        | *ダイオライト    |
| 母 トースト 1959 鹿毛                                                   | 母の父ハクリヨウ 1950 鹿毛                                              | 第四バツカナムビユーチー                                                | バツカナムビユーチー |                  |
| 母 トースト 1959 鹿毛                                                   | 母の母*フラワーワイン Flower Wine 1950 鹿毛                             | *ヴイーノーピユロー Vino Puro                                           | Polemarch            | Polemarch        |
| 母 トースト 1959 鹿毛                                                   | 母の母*フラワーワイン Flower Wine 1950 鹿毛                             | *ヴイーノーピユロー Vino Puro                                           | Vainilla             |                  |
| 母 トースト 1959 鹿毛                                                   | 母の母*フラワーワイン Flower Wine 1950 鹿毛                             | Mimosa                                                                  | Royal Minstrel       | Royal Minstrel   |
| 母 トースト 1959 鹿毛                                                   | 母の母*フラワーワイン Flower Wine 1950 鹿毛                             | Mimosa                                                                  | Bryonia F-No.13-c    |                  |